# ジミー・ハート
ジミー・ハート（Jimmy Hart、本名：James Ray Hart、1944年1月1日 - ）はアメリカ合衆国のプロレス・マネージャー、作曲家、歌手。ミシシッピ州ジャクソン出身。ニックネームは「南部のおしゃべり男（Mouth of the South）」。2005年、WWE殿堂入り。
1980年代、1990年代を代表するヒール・マネージャーの一人で、コスチュームは原色の派手なスーツ、サングラスにリーゼント。常に携帯しているメガホンは彼の代名詞となっている。元々は人気ロックバンドのヴォーカリストだった。

## 来歴
1963年、ロックバンド「ザ・ジェントリーズ（The Gentrys）」のメンバーとして音楽界にデビュー。1965年にリリースした最大のヒット曲『Keep on Dancing』では全米ビルボードチャート4位にランクインした。以降、1970年代初頭にかけてジェントリーズでの活動を続けた。
1970年代後半、テネシー州メンフィスの看板レスラー兼プロモーターであり、同じハイスクールの出身でもあったジェリー・ローラーのレコーディングに参加したことから、ローラーにスカウトされてプロレス界に入り、彼のマネージャーに転身。メンフィスのCWAではヒール期のローラーをはじめ、ジミー・バリアント、ロン・バスなどを担当し、プロレスラーではないにもかかわらず彼らと組んでのタッグマッチにも出場した。
1980年代初頭より、フェイスターンしたローラーとの抗争をスタートさせ、1982年にはアンディ・カウフマンを絡めた抗争により全国的な知名度を獲得。ファースト・ファミリー（First Family）と呼ばれるユニットを結成し、テリー・ファンク、オックス・ベーカー、オースチン・アイドル、ポール・エラリング、エディ・ギルバート、ランディ・サベージ、リック・ルード、さらにはハルカマニア以前のハルク・ホーガンなど、数多くのヒールをマネージメントしてローラーに対抗した。ジェリー・ローラーが「The King（王様）」であったのに対し、ハートのニックネームは「The Wimp（弱虫）」であった。

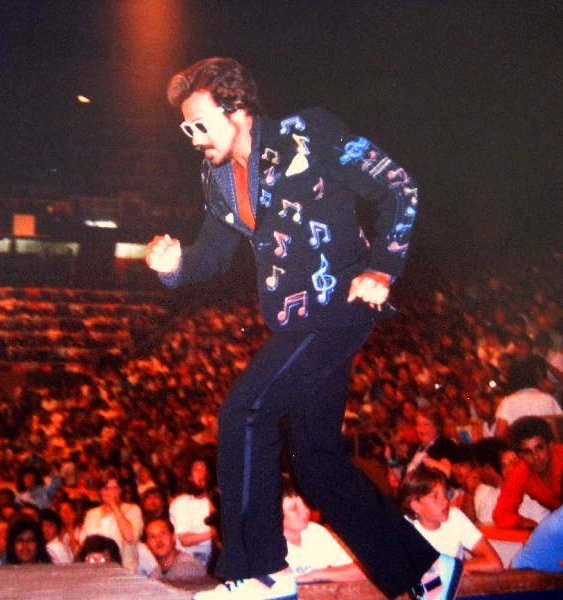
WWF時代

1985年にWWFに移籍し、まずはキングコング・バンディを担当。レッスルマニア第1回大会のS・D・ジョーンズ戦は長きに渡ってレッスルマニア史上最短試合となっていた。その後はハート・ファウンデーションやナスティ・ボーイズなどを始め、特にタッグチームのマネージメントを担当し、数多くのコンビをタッグ王者に導いた。CWAでもマネージャーを務めていたホーガンとも懇意になり、1990年代に入るとベビーフェイスのマネージャーに転向してホーガンとブルータス・ビーフケーキのタッグチーム、メガ・マニアックスも担当。1993年にはメガ・マニアックスのマネージャーとして新日本プロレスに2度来日している。また、元ミュージシャンの経歴を活かし、ホンキー・トンク・マン、テッド・デビアス、ダスティ・ローデス、ショーン・マイケルズなど、多くの選手の入場曲を作曲した。
ホーガンと時を同じくしてWWFを離れ、1994年に共にWCWへ移籍。リング外でもホーガンのマネージャーを務めるようになり、2001年のWCWの崩壊後は新団体XWFの旗揚げに参画した。程なくXWFは活動を停止したものの、その後はTNAに協力。一時期は彼のマネージメントで、WWEを離脱したホーガンのTNA登場が実現寸前となるも、2005年にはホーガンと共にWWE殿堂入りを果たすことになった。殿堂入り後もTNAでザ・ナチュラルズのマネージャーを担当するなど独自の立場を取り、後年もWWEとの関係を保ちながら、インディー団体やオールドタイマーのリユニオン・イベントへのスポット出場を続けている。

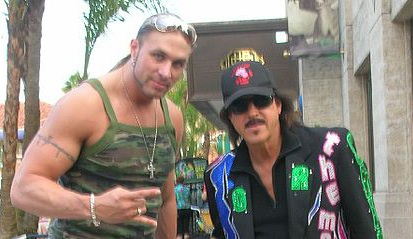
左はランス・ホイット

2007年4月1日のレッスルマニア23では、バックステージで行われたクライム・タイムのダンス・パーティーにカメオ出演。2008年11月7日にはジェリー・ローラーのトリビュート・ショーに登場、メインイベントでローラーと対戦したシッド・ビシャスのマネージャー役を務めた。
2009年11月にはホーガンがオーストラリアでプロデュースした "Hulkamania Tour" に参加。2010年上期はWWF時代の盟友ナスティ・ボーイズのマネージャーとしてTNAに再登場した。
2011年3月よりWWEのレッスルマニア関連のプロジェクトに参画し、各地のハウス・ショーにも登場。8月14日のサマースラム2011ではバックステージ・セグメントにてR・トゥルースと絡んだ。2012年4月10日には、ロディ・パイパーやダスティ・ローデスらレジェンドと共にスマックダウンの "Blast from the Past" に出演。ウーソズと対戦したタイソン・キッド&ヒース・スレイターのマネージャー役で登場し、往年のメガホン口撃を見せるも、コメンテーターを務めていたミック・フォーリーのマンディブル・クローの餌食となった。

## 担当選手
- ジェリー・ローラー
- ハルク・ホーガン
- アンディ・カウフマン
- ジミー・バリアント
- スーパースター・ビリー・グラハム
- ランディ・サベージ
- ラニー・ポッフォ
- ビル・ダンディー
- トミー・リッチ
- オースチン・アイドル
- ダッチ・マンテル
- トージョー・ヤマモト
- マサオ・イトー
- ジプシー・ジョー
- キラー・カール・クラップ
- ワイルド・ビル・アーウィン
- マスクド・スーパースター
- ガイ・ミッチェル
- バグジー・マグロー
- クラッシャー・ブラックウェル
- ケン・パテラ
- アイアン・シーク
- ロン・バス
- ポール・エラリング
- ミッドナイト・エクスプレス
  - デニス・コンドリー
  - ノーベル・オースチン
  - ランディ・ローズ
- ボビー・イートン
- スタン・レーン
- ココ・ウェア
- カール・ファジー
- プラウボーイ・フレイジャー
- チック・ドノバン
- スーパー・デストロイヤー
- キューバン・アサシン

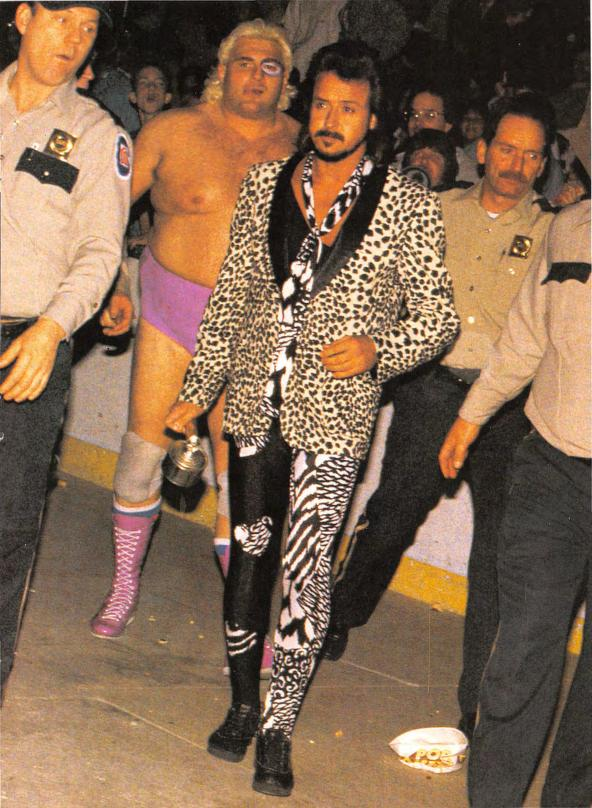
後方はアドリアン・アドニス（1987年）

- イラニアン・アサシン（ジャック・クルーガー）
- ザ・ナイトメアーズ（英語版）
  - ダニー・デービス（英語版）
  - ケン・ウェイン（英語版）
- ブルーズ・ブラザーズ（英語版）
  - ポークチョップ・キャッシュ
  - トロイ・グラハム（英語版）
- ジョー・ルダック
- ジェシー・ベンチュラ
- スタン・ハンセン
- ザ・ムーンドッグス
  - ムーンドッグ・レックス
  - ムーンドッグ・スポット
- ダーティ・ホワイト・ボーイズ
  - レン・デントン
  - トニー・アンソニー
- フィル・ヒッカーソン
- ジ・エンジェル
- エディ・ギルバート
- ケビン・サリバン
- アブドーラ・ザ・ブッチャー
- カマラ
- ロード・ヒューマンガス
- オックス・ベーカー
- ケンドー・ナガサキ
- リック・ルード
- キングコング・バンディ
- アドリアン・アドニス
- カウボーイ・ボブ・オートン
- グラマー・ガールズ（英語版）
  - レイラニ・カイ
  - ジュディ・マーチン
- ファンク・ファミリー
  - ホス・ファンク
  - テリー・ファンク
  - ジミー・ジャック・ファンク
- ハート・ファウンデーション
  - ブレット・ハート
  - ジム・ナイドハート
- リズム&ブルース（英語版）
  - ホンキー・トンク・マン
  - グレッグ・バレンタイン
- ファビュラス・ルージョーズ（英語版）
  - レイモンド・ルージョー
  - ジャック・ルージョー
- ザ・マウンティー
- ディノ・ブラボー
- ナスティ・ボーイズ
  - ブライアン・ノッブス
  - ジェリー・サッグス
- ナチュラル・ディザスターズ
  - アースクエイク
  - タイフーン
- マネー・インコーポレーテッド（英語版）
  - テッド・デビアス
  - IRS
- ブルータス・ビーフケーキ
- ザ・レネゲード（英語版）
- ザ・ジャイアント
- リック・フレアー
- レックス・ルガー
- ビッグ・ババ・ロジャース
- ヒュー・モラス
- コナン
- ジェリー・フリン（英語版）
- フェイシズ・オブ・フィアー（英語版）
  - ミング
  - ザ・バーバリアン
- ザ・ナチュラルズ（英語版）
  - チェイス・スティーブンス
  - アンディ・ダグラス
- スティング
- キッド・キャッシュ
- A・J・スタイルズ
- ランス・ホイット
- サモア・ジョー
- タイソン・キッド
- ヒース・スレイター